# Udea orbicentralis
Udea orbicentralis je moljac iz porodice Crambidae. Opisao ga je Hugo Teodor Kristof 1881. godine. Nalazi se na ruskom Dalekom istoku (Primorski kraj, Amur), Koreji, zapadnoj Kini i Japanu.
Raspon krila je 19–25 mm.